# Pas-en-Artois Communal Cemetery
Pas-en-Artois Communal Cemetery is een begraafplaats gelegen in de Franse plaats Pas-en-Artois (Pas-de-Calais). De militaire graven worden onderhouden door de Commonwealth War Graves Commission.
De begraafplaats telt 2 geïdentificeerde Gemenebest graven, waarvan een uit de Eerste Wereldoorlog en een uit de Tweede Wereldoorlog.